# 岐阜県道80号美濃川辺線
岐阜県道80号美濃川辺線 （ぎふけんどう80ごう みのかわべせん）は、岐阜県美濃市から同県加茂郡川辺町に至る主要地方道（岐阜県道）である。

## 概要

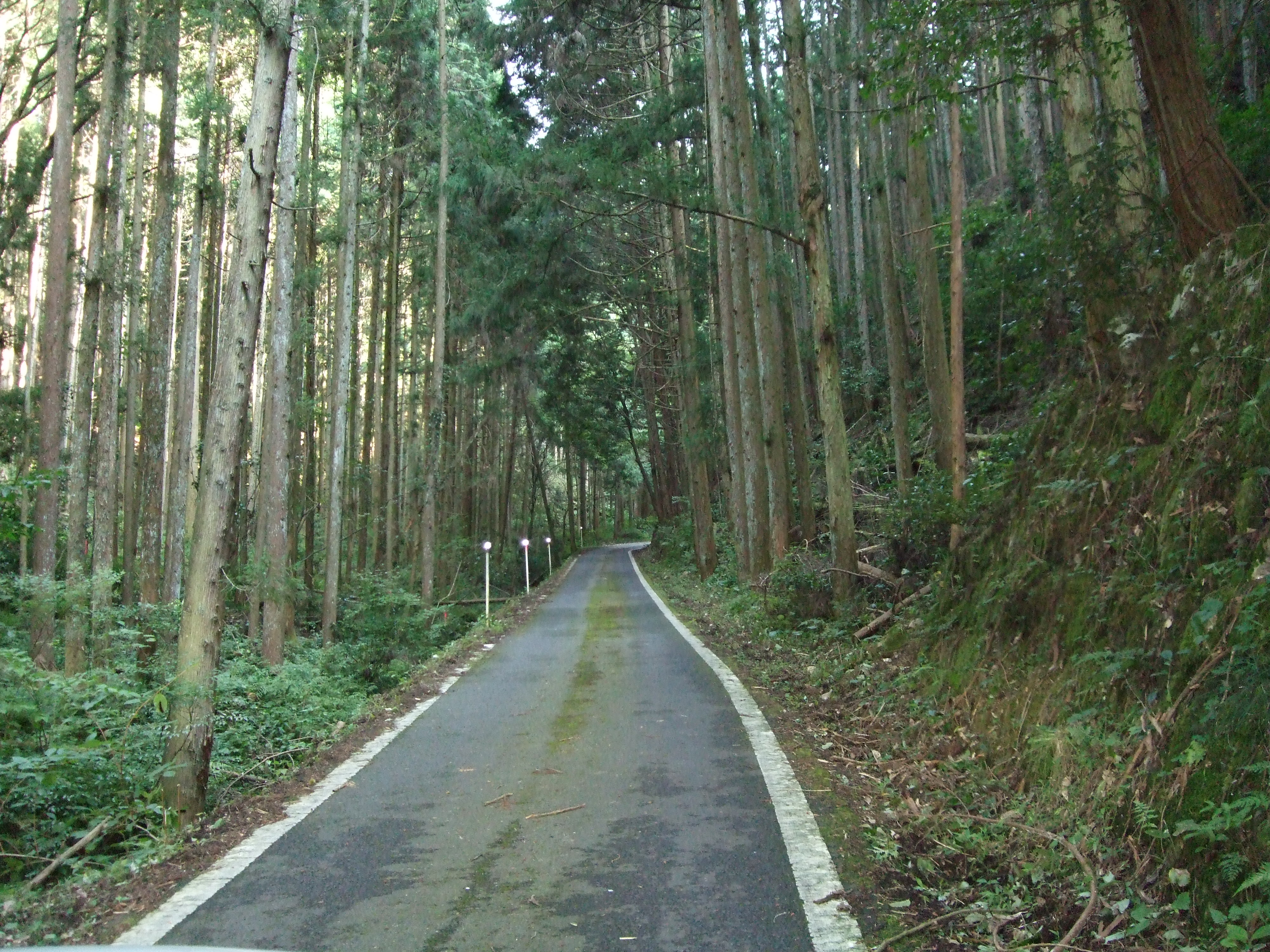
乳岩神社付近の狭隘な峠道（関市下之保・2008年撮影）

岐阜県道81号美濃洞戸線とともに全線に渡り、未整備な区間が多いため、洞戸川辺間主要地方道改良整備促進期成同盟会が結成され、早期の整備を求める立看板が各所に立てられている。

### 路線データ
岐阜県法規集に基づく起終点および経過地は次のとおり。
- 起点：岐阜県美濃市（泉町交差点＝国道156号交点）
- 終点：岐阜県加茂郡川辺町（中川辺＝岐阜県道371号交点）
- 重要な経過地：なし
- 路線延長：23.84 km[要出典]
- 実延長：23.627 km[1]

## 歴史
- 1982年（昭和57年）4月1日 - 建設省（現・国土交通省）が主要地方道に指定[3]。
- 1983年（昭和58年）1月28日 - 岐阜県が路線認定。
- 1993年（平成5年）5月11日 - 建設省から、主要県道美濃川辺線が美濃川辺線として主要地方道に指定される[4]。

## 路線状況
美濃市泉町の国道156号交点が起点。起点付近は美濃市の市街地を通る。この付近は「うだつの町並み通り」として有名である。美濃市の広岡町交差点で左に折れ、長良川鉄道美濃市駅の方向へ向かう。旧名鉄美濃駅前をまた左折し、長良川鉄道と東海北陸自動車道をくぐる。見坂峠を越え、関市（旧武儀郡武儀町）に入る。関市下之保の殿村交差点で岐阜県道58号関金山線に接続、数百メートル重複する。岐阜県道58号関金山線から左方向にそれ、轡野の集落の手前で細道に右折する。すれ違いできない細道の峠を越えると美濃加茂市に入る。三和町廿屋からは道幅がやや広がり、廿屋川沿いに進み、川浦川との合流点付近で岐阜県道97号富加七宗線と一時重複する。再び峠道となり、鯉下峠を越えると、加茂郡川辺町に入る。国道41号美濃加茂バイパスをくぐり、JR高山本線の踏切を越えた川辺町中川辺の岐阜県道371号美濃加茂川辺線交点が終点。

### 通称
- 美濃川辺どんぐり街道

### 重複区間

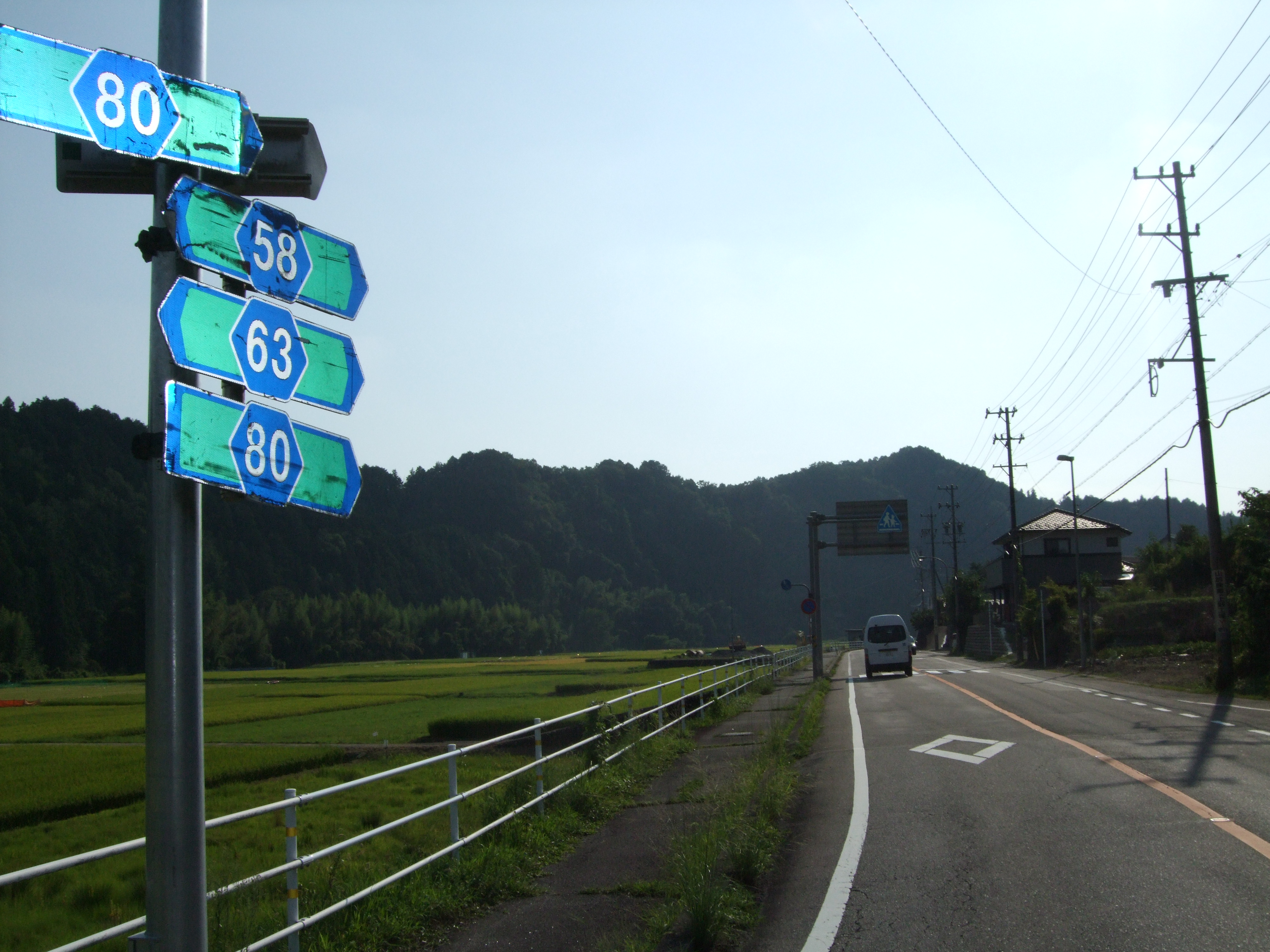
岐阜県道58号、63号との重複区間（関市下之保・2008年撮影）

- 岐阜県道58号関金山線（岐阜県道63号美濃加茂和良線重複）（関市下之保）
- 岐阜県道97号富加七宗線（美濃加茂市三和町川浦）

## 地理

### 通過する自治体
- 岐阜県
美濃市 - 関市 - 美濃加茂市 - 加茂郡川辺町

### 交差する道路
- 国道156号（美濃市泉町）
- 岐阜県道281号関美濃線（美濃市 広岡町交差点）
- 岐阜県道296号美濃市停車場線（美濃市広岡町）
- 岐阜県道286号神野美濃線（美濃市口野々）
- 岐阜県道58号関金山線・岐阜県道63号美濃加茂和良線（関市下之保）
- 岐阜県道97号富加七宗線（美濃加茂市三和町川浦）
- 国道41号美濃加茂バイパス（加茂郡川辺町中川辺、川辺鹿塩IC）〔立体交差〕：名古屋方面にのみ側道を通じて接続する。
- 岐阜県道371号美濃加茂川辺線（加茂郡川辺町中川辺）

### 主な峠
- 見坂峠
- 鯉下峠

### 沿線

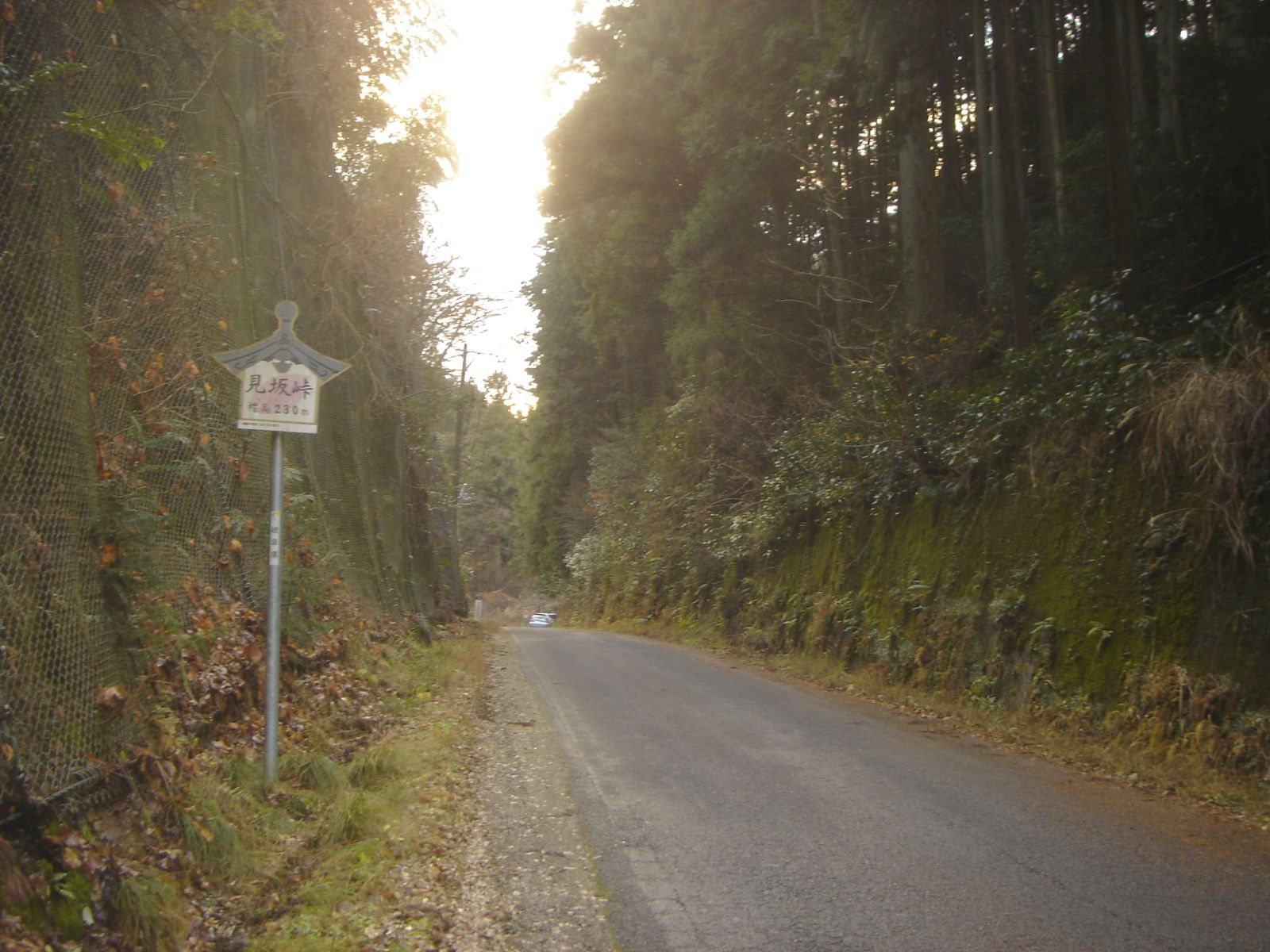
見坂峠

- 美濃市美濃町伝統的建造物群保存地区 - うだつの上がる町並み。
- 美濃和紙あかりアート館
- 長良川鉄道越美南線美濃市駅
- 美濃加茂市立三和小学校
- 美濃加茂市三和連絡所
- JR高山本線中川辺駅